# Julian
Julian ist ein überwiegend männlicher Vorname und ein Familienname.

## Herkunft und Bedeutung
→ Hauptartikel: Julius
Bei Julian handelt es sich um eine Kurzform des lateinischen Cognomens Iulianus, das wiederum auf Julius zurückzuführen ist.
Weitaus seltener kommt Julian als weibliche Kurzform von Juliana vor.

## Verbreitung
Der Name Julian erfreut sich international großer Beliebtheit.
In den Vereinigten Staaten war der Name Julian [ˈd͡ʒu.li.ən] bzw. [ˈd͡ʒul.jən] bereits im ausgehenden 19. Jahrhundert geläufig, wurde jedoch eher selten vergeben. Nur vereinzelt fand er sich unter den 200 meistgewählten Jungennamen. Seine Beliebtheit sank ab den 1930er Jahren und erreichte seinen Tiefpunkt im Jahr 1962 (Rang 366). Danach stieg die Popularität an, bis der Name im Jahr 2000 erstmals die Top-100 der Vornamenscharts erreichte, die er seitdem nicht mehr verließ. Im Jahr 2022 stand er auf Rang 35 der Hitliste. In Kanada erreichte der Name bereits im Jahr 1989 die Top-100 der Vornamenscharts, verließ diese jedoch in den 1990er Jahren zweimal kurzzeitig. Als höchste Platzierung erreichte er im Jahr 2005 in den Vornamenscharts Rang 67. Im Jahr 2019 belegte er Rang 77 der Vornamenscharts.
Zählte Julian [xu.ˈljan] in Spanien zu Beginn des 20. Jahrhunderts noch zu den 20 beliebtesten Jungennamen, sank seine Popularität im Laufe der Jahre immer weiter. In den 1960er Jahren verließ er die Top-50 der Vornamenscharts, in den 1980er Jahren auch die Top-100. Mittlerweile ist er außer Mode geraten. Auch in Chile erfreut sich der Name großer Beliebtheit. Seit 2014 zählt er dort zu den 30 meistgewählten Jungennamen. Drei Jahre später stieg er in die Top-20 auf, verließ diese jedoch im Jahr 2020. Zuletzt stand er auf Rang 20 der Vornamenscharts (Stand 2021). Lediglich im Jahr 2016 wurde die Schreibweise Julian nahtlos durch Juliàn ersetzt.
Der Vorname Julian zählte in den Niederlanden lange zu den beliebtesten Jungennamen. Von 2009 bis 2017 fand er sich in der Top-20 der Vornamenscharts. Zuletzt sank seine Popularität. Im Jahr 2022 stand er auf Rang 46 der Hitliste.
In Norwegen trat Julian im Jahr 2002 in die Top-100 der Vornamenscharts ein und gewann rasch an Popularität. Mit Rang 26 erreichte er im Jahr 2011 seine bislang höchste Platzierung. Zuletzt stand er auf Rang 48 der Hitliste (Stand 2022). In Schweden erreichte der Name die Top-100 im Jahr 2012. Zehn Jahre später stand er auf Rang 51 der Hitliste.
Julian [ˈju.lʲjãn] hat sich in Polen unter den beliebtesten Jungennamen etabliert und gewinnt kontinuierlich an Popularität. Zuletzt stand er auf Rang 25 der Hitliste (Stand 2022).
In Österreich zählt Julian bereits seit 1985 zu den 100 meistgewählten Jungennamen. Er gewann rasch an Popularität und fand sich von 2003 bis 2009 sowie im Jahr 2011 in der Top-10 der Vornamenscharts. Im Jahr 2008 erreichte er mit Rang 3 seine bislang höchste Platzierung. Seitdem ließ seine Beliebtheit leicht nach. Im Jahr 2022 belegte er in den Vornamenscharts Rang 16.
Auch in der Schweiz hat sich der Name unter den 50 beliebtesten Jungennamen etabliert. Bereits im Jahr 2007 stieg er in die Top-20 der Vornamenscharts auf, zu der er seitdem zählt. Seine höchste Platzierung, Rang 7, erreichte er im Jahr 2013. Zuletzt belegte er Rang 16 der Hitliste.
In Deutschland ist der Name Julian [ˈjuː.li.aːn] seit den 1970er Jahren verbreitet. Seit Ende der 1980er Jahre hat er sich unter den beliebtesten Jungennamen etabliert und zählte bis Mitte der 2010er Jahre immer wieder zu den 20 meistgewählten Jungennamen. Die bislang einzige Top-10-Platzierung erreichte der Name im Jahr 2007. Zuletzt sank seine Popularität. Im Jahr 2023 stand er auf Rang 46 der Hitliste. Besonders beliebt ist der Name in Bayern.

## Varianten

### Männliche Varianten
- Bulgarisch: Юлиан Julian
- Deutsch
  - Diminutiv: Lian
- Englisch: Jolyon, Julyan
  - Diminutiv: Jools, Jules
- Französisch: Julien
- Italienisch: Giuliano
  - Latein: Iulianus
- Niederländisch: Juul (Diminutiv)
- Polnisch
  - Diminutiv: Julek
- Portugiesisch: Juliano
  - Galicisch (Diminutiv): Xián, Xiao
- Rumänisch: Iulian
- Russisch: Юлиан Julian
- Spanisch: Julián
  - Baskisch: Julen
  - Katalanisch: Julià

### Weibliche Varianten
- Belarusisch: Ульяна Uljana
- Bulgarisch: Юлиана Juliana
- Deutsch: Juliana, Juliane
  - Diminutiv: Liane
- Englisch: Gillian, Jillian, Juliana, Julianna, Julianne
  - Diminutiv: Gill, Jill, Jillie, Jilly, Leanna, Liana
- Französisch. Juliane, Julienne
- Indonesisch: Yuliana
- Italienisch: Giuliana
  - Latein: Iuliana
  - Diminutiv: Liana
- Kroatisch: Julijana
- Lettisch: Juliāna
  - Diminutiv: Liāna
- Mazedonisch: Јулијана Julijana
- Niederländisch: Juliana
- Polnisch: Julianna
- Portugiesisch: Juliana
  - Diminutiv: Liana
    - Galizisch: Xiana
- Rumänisch: Iuliana
  - Diminutiv: Liana
- Russisch: Юлиана Juliana, Юлианна Julianna, Ульяна Uljana
- Serbisch: Јулијана Julijana
- Slowakisch: Juliana
- Slowenisch: Julijana
- Spanisch: Juliana
- Ukrainisch: Уляна Uljana
- Ungarisch: Julianna

## Namenstage
- 9. Januar: nach Julian von Antinoë
- 9. Februar: nach Julian von Speyer
- 27. Januar: nach Julian, Bischof von Le Mans
- 1. bzw. 2. August: nach Peter-Julian Eymard
- 23. Oktober: nach Julian Nikolaus Réche

## Namensträger

### Einzelname
- Julian, auch Julian I., römischer Kaiser (193)
- Julian, auch Julian II. Apostata, römischer Kaiser (360–363)
- Julian, arianischer Theologe und Verfasser eines Kommentars zum Buch Hiob
- Julian († 411), Sohn des weströmischen Gegenkaisers Konstantin III.
- Julian, byzantinischer angeblicher Statthalter von Ceuta (um 711), letzter Exarch von Karthago (unsicher)
- Julian ben Sabar († 529), Anführer von samaritanischen Aufständischen gegen den oströmischen Kaiser Justinian I.
- Julian der Theurg, Wundertäter
- Julian Garnier († 1275), Graf von Sidon
- Julian von Antinoë, christlicher Heiliger und Märtyrer
- Julian von Cuenca († 1208), Bischof von Cuenca (Spanien)
- Julian von Emesa, frühchristlicher Märtyrer
- Julian von Le Mans († 348), erster Bischof von Le Mans
- Julian von Speyer, Chormeister, Komponist und Dichter aus dem Orden der Franziskaner sowie Heiliger
- Julian von Tarsus, christlicher Märtyrer
- Julian von Toledo († 690), Erzbischof von Toledo und theologischer Schriftsteller

### Vorname

#### A
- Julian F. Abele (1881–1950), US-amerikanischer Architekt
- Julian Michael Ackerley (* 1954), US-amerikanischer Chorleiter und Musikpädagoge
- Julian Adams (* 1954), kanadischer Pharmakologe
- Julian Airich (* 1995), deutscher Eishockeyspieler
- Julian Alaphilippe (* 1992), französischer Radrennfahrer
- Julian Albus (* 1992), deutscher Basketballspieler
- Julian Alder (* 1997), Schweizer Unihockeyspieler
- Julian Alston (* 1953), australisch-US-amerikanischer Agrarökonom
- Julian Amershi (* 1980), deutscher Journalist und Dokumentarfilmer
- Julian Amery (1919–1996), britischer Politiker, Mitglied des House of Commons und des House of Lords
- Julian Anderson (* 1967), britischer Komponist
- Julian Andretti (* 1970), US-amerikanischer Pornodarsteller chilenischer Herkunft
- Julian Arendt (1895–1938), deutscher Literat
- Julian Argüelles (* 1966), britischer Jazz-Komponist und Saxophonist
- Julian Ashton (1851–1942), australischer Porträt- und Landschaftsmaler, Gründer der Julian Ashton Art School
- Julian Asquith, 2. Earl of Oxford and Asquith (1916–2011), britischer Diplomat und Kolonialverwalter
- Julian Assange (* 1971), australischer Politaktivist
- Julian Autenrieth (* 1992), deutscher Segelweltmeister
- Julián Amado Azaad (* 1990), argentinischer Beachvolleyballspieler

#### B
- Julian Bado (* 1991), gibraltarischer Fußballspieler
- Julian Baggini (* 1968), britischer Philosoph und Autor populärwissenschaftlicher Bücher
- Julian Bahula (1938–2023), südafrikanischer Perkussionist und Jazz-Schlagzeuger
- Julian Bailey (* 1961), britischer Rennfahrer
- Julian Ballenstedt (1881–1958), deutscher Architekt und Filmarchitekt beim Stummfilm
- Julian Barbour (* 1937), britischer Physiker
- Julian Barlen (* 1980), deutscher Politiker (SPD), MdL
- Julian Barnes (* 1946), britischer Schriftsteller
- Julian Barratt (* 1968), britischer Comedian und Schauspieler
- Julian Barry (1930–2023), US-amerikanischer Drehbuchautor
- Julian Bashore (* 1972), amerikanischer Geschäftsmann
- Julian Baumgartlinger (* 1988), österreichischer Fußballspieler
- Julian Baumgartner (* 1994), österreichischer Fußballspieler
- Julian Bayer (* 1987), deutscher Schauspieler
- Julian A. Baynes, vincentischer Politiker
- Julian Beck (1925–1985), amerikanischer Schauspieler, Regisseur, Maler und Poet
- Julian Emanuel Becker (* 2005), deutscher Organist, Pianist und Komponist
- Julian Beever (* 1959), britischer Künstler
- Julian Bell (1908–1937), britischer Maler, Kunstkritiker und Dichter
- Julian Benedikt (* 1963), deutscher Filmregisseur
- Julian Bennett (* 1984), englischer Fußballspieler
- Julian Bennett (1949–2025), englischer Archäologe
- Julian Bergheim (* 1979), deutscher Medienkünstler
- Julian Bethwaite (* 1957), australischer Konstrukteur von Segeljollen
- Julian Bigelow (1913–2003), US-amerikanischer Elektrotechnik-Ingenieur
- Julian Biggs (1920–1972), kanadischer Filmproduzent, Filmregisseur, Drehbuchautor und Filmschaffender
- Julian Blackmon (* 1998), US-amerikanischer Footballspieler
- Julian Blake (1918–2005), US-amerikanischer Zeichner und Comic-Strip-Künstler
- Julian Blaustein (1913–1995), US-amerikanischer Filmproduzent und Drehbuchautor, sowie später Professor
- Julian Bloedorn (* 1990), deutscher Schauspieler
- Julian Bojko (* 2005), ukrainischer Snookerspieler
- Julian Bond (1940–2015), amerikanischer Politiker und Bürgerrechtler
- Julian Borchardt (1868–1932), deutscher Journalist, Politiker, Autor und Herausgeber
- Julian Börner (* 1991), deutscher Fußballspieler
- Julian Bossert (* 1988), deutscher Jazzmusiker
- Julian Brandt (* 1996), deutscher Fußballspieler
- Julian Braun (* 1995), deutscher Radrennfahrer
- Julian Bream (1933–2020), britischer Gitarrist
- Julian Brimmers (* 1986), deutscher Kulturjournalist und Filmemacher
- Julian Brodacz (* 1991), deutscher Schauspieler
- Julian Brooke-Houghton (* 1946), britischer Segler
- Julian Brüning (* 1994), deutscher Politiker (CDU)
- Julian Buchta (* 2000), österreichischer Fußballspieler
- Julian Bullard (1928–2006), britischer Diplomat
- Julian Buschberger (* 1993), österreichischer Musiker
- Julian Byng, 1. Viscount Byng of Vimy (1862–1935), britischer Feldmarschall und Generalgouverneur von Kanada

#### C
- Julian Calor (* 1993), niederländischer Produzent und DJ
- Julian Carroll (* 1942), australischer Schwimmer
- Julian Carroll (1931–2023), US-amerikanischer Politiker
- Julian Casablancas (* 1978), US-amerikanischer Rocksänger
- Julian Casey (* 1968), irischer Schauspieler und Synchronsprecher
- Julian Cash (* 1996), britischer Tennisspieler
- Julian Cavett, US-amerikanischer Schauspieler und Filmschaffender
- Julian Chagrin (* 1940), britisch-israelischer Filmschauspieler, Autor und Filmregisseur
- Julian Charrière (* 1987), Schweizer Land Art- und Installationskünstler
- Julian von Chelmicki (1825–1909), deutscher Rittergutsbesitzer, Mediziner und Politiker, MdR
- Julian Christopher (1944–2023), US-amerikanischer Schauspieler
- Julian Christow (* 1984), bulgarischer Badmintonspieler
- Julian Clarke (* 1977), kanadischer Filmeditor
- Julian Clay (* 1977), US-amerikanische Sprinterin
- Julian Cole (1925–1999), US-amerikanischer angewandter Mathematiker (Störungstheorie)
- Julian Conze (* 1999), deutscher Fußballspieler
- Julian Coolidge (1873–1954), US-amerikanischer Mathematiker
- Julian Cope (* 1957), englischer Musiker und Songschreiber
- Julian Corbett (1854–1922), britischer Marinehistoriker
- Julian Creus (1917–1992), britischer Gewichtheber
- Julian Critchley (1930–2000), britischer Politiker (Conservative Party), Mitglied des House of Commons
- Julian Croci (* 1995), Schweizer Politiker (GP)
- Julian Crouch (* 1962), britischer Bühnen- und Kostümbildner, Theater- und Opernregisseur

#### D
- Julian Dash (1916–1974), US-amerikanischer Jazzmusiker
- Julian David (* 1989), deutscher Sänger und Schauspieler
- Julian Davies (1931–2013), britischer Bassist und Tubist des Traditional Jazz
- Julian Davies (* 1971), britischer Judoka
- Julian Dawson (* 1954), britischer Musiker und Songwriter
- Julian Dean (* 1975), neuseeländischer Radrennfahrer
- Julian Debus (* 1991), deutscher Basketballspieler
- Julian Dennison (* 2002), neuseeländischer Schauspieler maorischer Abstammung
- Julian Derstroff (* 1992), deutscher Fußballspieler
- Julian Dicks (* 1968), englischer Fußballspieler
- Julian Dillier (1922–2001), Schweizer Mundartautor
- Julian C. Dixon (1934–2000), US-amerikanischer Politiker
- Julian Dohrendorf (* 1989), deutscher Footballspieler
- Julian Doyle (* 1942), britischer Filmregisseur und Filmeditor
- Julian Draxler (* 1993), deutscher Fußballspieler
- Julian Dudda (* 1993), deutscher Fußballspieler
- Julian von Dunajewski (1821–1907), Gelehrter und Ökonom, österreichischer Finanzminister

#### E
- Julian Eberhard (* 1986), österreichischer Biathlet
- Julian Edelman (* 1986), US-amerikanischer American-Football-Spieler
- Julian Edwards (1855–1910), englisch-amerikanischer Komponist und Dirigent
- Julian Eichinger (* 1991), deutscher Eishockeyspieler
- Julian Eitschberger (* 2004), deutscher Fußballspieler
- Julian Elsner von Gronow (1834–1910), preußischer Verwaltungsjurist und Landrat
- Julian Eltinge (1881–1941), US-amerikanischer Schauspieler
- Julian Engels (* 1993), deutscher Fußballspieler
- Julian Erdem (* 1984), deutscher Jazzmusiker (Schlagzeug, Komposition)
- Julian Erhart (* 1992), österreichischer Fußballspieler
- Julian Español (1904–1994), spanischer Radrennfahrer
- Julian Esteban (* 1986), Schweizer Fußballspieler
- Julian Euell (1929–2019), US-amerikanischer Jazzbassist und Soziologe

#### F
- Julian Fane (1927–2009), britischer Schriftsteller
- Julian Fässler (* 1986), österreichischer Politiker (ÖVP), Abgeordneter zum Vorarlberger Landtag, Vizebürgermeister von Dornbirn
- Julian Fałat (1853–1929), polnischer Maler und Aquarellist
- Julian Feifel (* 1966), deutscher Musikproduzent, Komponist, Gitarrist und Sänger
- Julian Felix (* 1992), deutscher Schauspieler
- Julian Fellowes (* 1949), britischer Filmschauspieler, Drehbuch- und Romanautor sowie Life Peer
- Julian Winston Sebastian Fernando (* 1945), sri-lankischer Ordensgeistlicher und römisch-katholischer Bischof von Badulla
- Julian Fischer (* 1991), deutscher Jazzmusiker (Gitarrist, Komposition)
- Julian Flessati (* 1992), Schweizer Segler
- Julian Flügel (* 1986), deutscher Langstreckenläufer
- Julian Fontana (1810–1869), polnischer Pianist und Komponist
- Julian Forte (* 1993), jamaikanischer Sprinter
- Julian Fowles (1946–2022), Anwalt und Filmproduzent
- Julian Freibott (* 1990), deutscher Opernsänger (Tenor)
- Julian Frick (1933–2012), österreichischer Urologe und Hochschullehrer
- Julian Fuchs (* 2001), deutscher Handballspieler
- Julian Fuhs (1891–1975), deutsch-US-amerikanischer Jazz-Musiker

#### G
- Julian Gamble (* 1989), US-amerikanischer Basketballspieler
- Julian Garritzmann (* 1986), deutscher Politikwissenschaftler
- Julian Garth (* 2001), deutscher Ruderer
- Julian Gbur (1942–2011), orthodoxer Ordensgeistlicher, Bischof der Eparchie Stryj
- Julian Gilbey (* 1979), britischer Filmregisseur, Drehbuchautor, Filmeditor, Kameramann und Schauspieler
- Julian Gillesberger (* 1972), österreichischer Bratschist
- Julian Glover (* 1935), britischer Schauspieler
- Julian Golding (* 1975), englischer Sprinter
- Julian Gölles (* 1999), österreichischer Fußballspieler
- Julian Golley (* 1971), britischer Dreispringer
- Julian Gollop (* 1965), britischer Spieleentwickler
- Julian Gorus (* 1978), bulgarischer Pianist
- Julian Gough (* 1966), irischer Literatur- und Kinderbuchautor
- Julian Green (* 1995), deutscher Fußballspieler
- Julian Greis (* 1983), deutscher Schauspieler
- Julian Grenfell, 3. Baron Grenfell (* 1935), britischer Politiker, Peer der Labour Party im House of Lords
- Julian Gressel (* 1993), deutsch-amerikanischer Fußballspieler
- Julian Grey (* 2006), deutsch-US-amerikanischer Nachwuchsdarsteller
- Julian Groblicki (1908–1995), polnischer römisch-katholischer Geistlicher, Weihbischof in Krakau
- Julian Großlercher (* 1993), österreichischer Eishockeyspieler
- Julian Grundt (* 1988), deutscher Fußballspieler
- Julian Grupp (* 1991), deutscher Fußballspieler
- Julian Gumperz (1898–1972), US-amerikanischer Soziologe, Publizist, Übersetzer
- Julian Günther-Schmidt (* 1994), deutscher Fußballspieler
- Julian Guthrie, US-amerikanische Journalistin und Buchautorin
- Julian Gutowski (1823–1890), Bürgermeister von Nowy Sącz
- Julian Gutt (* 1957), deutscher Biologe sowie Polar- und Meeresforscher
- Julian Guttau (* 1999), deutscher Fußballspieler
- Julian de Guzmán (* 1981), kanadischer Fußballspieler

#### H
- Julian von Haacke (* 1994), deutscher Fußballspieler
- Julian Habermann (* 1993), deutscher Opern- und Liedsänger in der Stimmlage Tenor
- Julian Hadschieff (* 1959), österreichischer Unternehmer und Manager im Gesundheitswesen und ehemaliger Leistungssportler
- Julian Halwachs (* 2003), österreichischer Fußballspieler
- Julian Hans (* 1974), deutscher Journalist
- Julian Hanses (* 1997), deutscher Automobilrennfahrer
- Julian Hardinge, 4. Baron Hardinge of Penshurst (* 1945), britischer Peer und Politiker
- Julian von Hartmann (1842–1916), deutscher Verwaltungsjurist und Regierungspräsident der Regierungsbezirke Aurich und Aachen
- Julian Hartridge (1829–1879), US-amerikanischer Politiker
- Julian Hatcher (1888–1963), US-amerikanischer Offizier und Waffenexperte
- Julian Havil (* 1952), britischer Mathematiker
- Julian Henderson (* 1954), britischer Theologe; Bischof von Blackburn
- Julian Henneberg, deutscher Synchronsprecher, Hörspielsprecher und Werbesprecher
- Julian Hesse (* 1988), deutscher Jazzmusiker (Trompete, Komposition)
- Julian Hessenthaler (* 1980), österreichischer Detektiv
- Julian Hettwer (* 2003), deutscher Fußballspieler
- Julian Heun (* 1989), deutscher Autor, Poetry Slammer und Moderator
- Julian Heynen (* 1951), deutscher Kunsthistoriker und Kurator
- Julian Hill (* 1973), australischer Politiker
- Julian Werner Hill (1904–1996), US-amerikanischer Chemiker
- Julian Hilliard (* 2011), amerikanischer Kinderdarsteller
- Julian Hinterleitner (* 2005), österreichischer Fußballspieler
- Julian Hochberg (1923–2022), US-amerikanischer Wahrnehmungspsychologe
- Julian Hodek (* 1998), deutscher Fußballspieler
- Julian Hodgson (* 1963), britischer Schachspieler und Schachbuch-Autor
- Julian Hollender (1938–2010), deutscher Diplomat, Botschafter der DDR
- Julian Holloway (1944–2025), britischer Schauspieler und Synchronsprecher
- Julian Hörl (* 1992), österreichischer Beachvolleyballspieler
- Julian Howard (* 1989), deutscher Leichtathlet
- Julian Howarth, britischer Tontechniker
- Julian Hoyer (* 2001), deutscher Volleyballspieler
- Julian P. Hume (* 1960), britischer Paläontologe, Ornithologe, Tierillustrator und Sachbuchautor
- Julian Hunt, Baron Hunt of Chesterton (* 1941), britischer Meteorologe und Generaldirektor des Met Office
- Julian Hunte (* 1940), lucianischer Politiker, Präsident der 58. UN-Generalversammlung
- Julian Huxley (1887–1975), britischer Biologe, Philosoph und Schriftsteller; erster Generaldirektor der UNESCO

#### I
- Julian Illingworth (* 1984), US-amerikanischer Squashspieler

#### J
- Julian Jackson (* 1960), US-amerikanischer Boxsportler
- Julian T. Jackson (* 1954), britischer Historiker und Hochschullehrer
- Julian Jakobs (* 1990), deutscher Fußballspieler
- Julian Jakobsen (* 1987), dänischer Eishockeyspieler
- Julian Jakobsmeyer (* 1991), deutscher Regisseur, Filmemacher und Kameramann
- Julian Janssen (* 1993), deutscher Journalist, Moderator und Synchronsprecher
- Julian Jarrold (* 1960), britischer Filmregisseur und Filmproduzent
- Julian Jasinski (* 1996), deutscher Basketballspieler
- Julian Jaynes (1920–1997), US-amerikanischer Psychologe
- Julian Jeanvier (* 1992), guineisch-französischer Fußballspieler
- Julian Jenner (* 1984), niederländischer Fußballspieler
- Julian Jia (* 1991), chinesischer Pianist
- Julian Johnsson (* 1975), färöischer Fußballspieler
- Julian Jordan (* 1995), niederländischer DJ
- Julian Joseph (* 1966), britischer Jazz-Pianist, Komponist und Bandleader
- Julian Justus (* 1988), deutscher Sportschütze
- Julian Justvan (* 1998), deutscher Fußballspieler

#### K
- Julian Kania (* 2001), deutscher Fußballspieler
- Julian von Károlyi (1914–1993), deutscher Pianist
- Julian Kawohl (* 1979), deutscher Hochschullehrer
- Julian Keiblinger (* 2001), österreichischer Fußballspieler
- Julian Kellerer (* 1989), österreichischer Leichtathlet
- Julian Kerbis Peterhans (* 1952), US-amerikanischer Mammaloge
- Julian Kern (* 1989), deutscher Radrennfahrer
- Julian Khol (* 1979), österreichischer bildender Künstler
- Julian King (* 1962), britischer Diplomat und Politiker
- Julian Kirshner, US-amerikanischer Jazzmusiker
- Julian Klaczko (1825–1906), polnischer Schriftsteller, Publizist und Politiker
- Julian Klar (* 2000), österreichischer Fußballspieler
- Julian Klein von Diepold (1868–1947), deutscher Landschaftsmaler, Porträtmaler sowie Grafiker
- Julian Klein (* 1973), deutscher Komponist und Regisseur
- Julian Knoll (* 1999), deutscher Fußballspieler
- Julian Knorr (1812–1881), deutscher Historienmaler der Düsseldorfer Schule
- Julian Knowle (* 1974), österreichischer Tennisspieler
- Julian Koch (* 1990), deutscher Fußballspieler
- Julian Koechlin (* 1992), Schweizer Schauspieler
- Julian W. Koenig (* 1967), deutscher Theaterschauspieler und Regisseur
- Julian Kole (1908–1998), polnischer Politiker, Vize-Finanzminister
- Julian Konle (* 1997), australischer Dreispringer
- Julian Korb (* 1992), deutscher Fußballspieler
- Julian Kornhauser (* 1946), polnischer Dichter und Literaturkritiker
- Julian Korsak († 1855), polnischer Schriftsteller
- Julian Köster (* 2000), deutscher Handballspieler
- Julian Krafftzig (* 1977), deutscher Radiomoderator
- Julian Krahl (* 2000), deutscher Fußballtorwart
- Julian Krainin (* 1941), US-amerikanischer Filmproduzent, -regisseur, Kameramann und Drehbuchautor
- Julian Grigorjewitsch Krein (1913–1996), russischer Komponist, Pianist und Musikwissenschaftler
- Julian Krenn (* 1999), österreichischer Fußballspieler
- Julian Krieg (* 1987), deutscher Handballspieler
- Julian Krnjic (* 2000), österreichischer Fußballspieler
- Julian Krubasik (* 1984), deutscher Kameramann, Fotograf und Videodesigner
- Julian Vinzenz Krüger (* 1992), deutscher Schauspieler
- Julian Krüper (* 1974), deutscher Jurist und Hochschullehrer
- Julian Kudala (* 2002), deutscher Fußballspieler
- Julian Kügel (* 1997), deutscher Fußballspieler
- Julian Külpmann (* 1989), deutscher Jazz- und Popmusiker (Schlagzeug)
- Julian Kyer (* 1988), US-amerikanischer Radrennfahrer

#### L
- Julian Lage (* 1987), US-amerikanischer Jazzgitarrist
- Julian Lahme (* 1988), deutscher Handballspieler
- Julian Laine (1907–1957), US-amerikanischer Jazzposaunist
- Julian Lange (* 1987), deutscher Germanist und Sprecher der saarländischen Landesregierung
- Julian Lauenroth (* 1992), deutscher Handballspieler
- Julian le Play (* 1991), österreichischer Sänger, Songwriter und Radiomoderator
- Julian Leal (* 1990), kolumbianisch-italienischer Automobilrennfahrer
- Julian Leidl (* 1985), österreichischer Fußballspieler
- Julian Leist (* 1988), deutscher Fußballspieler
- Julian Lembke (* 1985), deutscher Komponist
- Julian Lennon (* 1963), englischer Musiker und Komponist
- Julian Lenz (* 1993), deutscher Tennisspieler
- Julian Leow Beng Kim (* 1964), malaysischer Geistlicher, römisch-katholischer Erzbischof von Kuala Lumpur
- Julian van Lijden (* 1992), niederländischer Eishockeyspieler
- Julian Lingg (* 1996), Schweizer Unihockeyspieler
- Julian Livingston, US-amerikanischer Komponist und Schriftsteller
- Julian Kasimirowitsch Ljublinski (1798–1873), russischer Dekabrist
- Julian Lloyd Webber (* 1951), englischer Cellist
- Julian Loidl (* 1981), österreichischer Schauspieler
- Julian Looman (* 1985), niederländisch-österreichischer Musicaldarsteller und Schauspieler
- Julian Loose (* 1985), deutscher Fußballspieler
- Julian Löschner (* 1996), deutscher Fußballspieler
- Julian Ludwig-Mayorga (* 1999), deutscher American-Football-Spieler
- Julian Lüftner (* 1993), österreichischer Snowboarder
- Julian Lüttmann (* 1982), deutscher Fußballspieler

#### M
- Julian Maas (* 1975), deutscher Musiker und Filmkomponist
- Julian MacLaren-Ross (1912–1964), britischer Schriftsteller
- Julian Manuel (* 1979), deutscher Schauspieler und Synchronsprecher
- Julian Balthasar Marchlewski (1866–1925), polnischer Politiker und Mitgründer des Spartakusbundes
- Julian Marcuse (1862–1942), deutscher Arzt und Autor
- Julian Marley (* 1975), englischer Roots-Reggae-Musiker
- Julian Marshall (1836–1903), englischer Autor, Kunstsammler und Tennisspieler
- Julian Matiasovits (* 1983), deutscher Fußballspieler
- Julian Mau (* 1987), deutscher Schauspieler und Synchronsprecher
- Julian May (1931–2017), US-amerikanische Schriftstellerin
- Julian McMahon (1968–2025), australisch-US-amerikanischer Schauspieler
- Julian Melchiori (* 1991), kanadischer Eishockeyspieler
- Julian Mengler (* 1986), deutscher Radiomoderator und Redakteur
- Julian Michaux (1867–1925), russischer Fechter
- Julian Middendorf (1978–2013), deutscher Schauspieler und Yogalehrer
- Julian Milejski (1921–1942), polnischer Zwangsarbeiter und NS-Opfer
- Julian Monaco (* 1989), deutscher Politiker (NPD)
- Julian von Moos (* 2001), Schweizer Fußballspieler
- Julian Morris (* 1983), britischer Schauspieler
- Julian Yacoub Mourad (* 1968), syrischer Geistlicher, syrisch-katholischer Erzbischof von Mosul
- Julian Musiol (* 1986), deutscher Skispringer
- Julian Myrick (1880–1969), US-amerikanischer Tennisaktivist

#### N
- Julian Nagelsmann (* 1987), deutscher Fußballtrainer
- Julian Nida-Rümelin (* 1954), deutscher Philosoph
- Julian Niehues (* 2001), deutscher Fußballspieler
- Julian Ursyn Niemcewicz (1758–1841), polnischer Gelehrter, Dichter und Staatsmann
- Julian Nott (* 1960), britischer Filmkomponist
- Julian Nowak (1865–1946), polnischer Bakteriologe und Politiker, Ministerpräsident Polens

#### O
- Julian Joël Obermann (1888–1956), polnischer Orientalist
- Julian Ocleppo (* 1997), italienischer Tennisspieler
- Julian Opie (* 1958), britischer Maler, Bildhauer und Videokünstler
- Julian Osswald (* 1965), deutscher Kommunalpolitiker (CDU)
- Julian Oswald (1933–2011), britischer Flottenadmiral, First Sea Lord der Royal Navy
- Julian Ovenden (* 1976), englischer Schauspieler und Sänger

#### P
- Julian Paeth (* 1987), deutscher Schauspieler
- Julian Pahlke (* 1991), deutscher Seenotretter, Politiker (Grüne) und Mitglied des Bundestags
- Julian Pajzs (* 1987), österreichischer Jazzmusiker und Filmkomponist
- Julian Palacz (* 1983), österreichischer Künstler
- Julian Pauncefote, 1. Baron Pauncefote (1828–1902), britischer Diplomat und Regierungsbeamter, Botschafter in den Vereinigten Staaten und Peer
- Julian Payr (* 2000), österreichischer Eishockeyspieler
- Julian Peabody (1881–1935), US-amerikanischer Architekt
- Julian Pearce (* 1937), australischer Hockeyspieler
- Julian Perretta (* 1989), britischer Musiker
- Julian Pike (* 1946), britischer Opernsänger (Tenor)
- Julian Pjanic (* 1982), deutscher American-Football-Spieler
- Julian Pollersbeck (* 1994), deutscher Fußballtorhüter
- Julian Pölsler (* 1954), österreichischer Regisseur und Drehbuchautor
- Julian Pörksen (* 1985), deutscher Autor, Regisseur und Dramaturg
- Julian Charles Porteous (* 1949), australischer Geistlicher, Erzbischof von Hobart
- Julian Possehl (* 1992), deutscher Handballspieler
- Julian Pratschner (* 1996), österreichischer Handballspieler
- Julian Prégardien (* 1984), deutscher Sänger (lyrischer Tenor)
- Julian Preidl (* 1995), deutscher Politiker (Freie Wähler), MdL
- Julian Prerauer (1848–1934), deutscher Industrieller
- Julian Press (* 1960), deutscher Kinderbuch-Autor und Illustrator
- Julian Priester (* 1935), US-amerikanischer Jazzmusiker (Posaune, Komposition)
- Julian Prochnow (* 1986), deutscher Fußballspieler
- Julian Przyboś (1901–1970), polnischer Schriftsteller

#### Q
- Julian M. Quarles (1848–1929), US-amerikanischer Politiker

#### R
- Julian Rachlin (* 1974), österreichischer Violinist und Bratschist
- Julian Radlmaier (* 1984), deutsch-französischer Filmemacher
- Julian Radulski (1972–2013), bulgarischer Schachgroßmeister
- Julian Ramirez (* 1989), mexikanischer Eishockeyspieler
- Julian Ranc (* 1996), französischer Mittel- und Langstreckenläufer marokkanischer Herkunft
- Julian Ranftl (* 1996), österreichischer Handballspieler
- Julian Rappaport, US-amerikanischer Psychologe
- Julian Ratei (* 1988), deutscher Fußballspieler
- Julian Rathbone (1935–2008), britischer Schriftsteller
- Julian Rauch (* 1988), österreichischer Handballspieler
- Julian Rauchfuss (* 1994), deutscher Skirennläufer
- Julian Raymond, US-amerikanischer Songwriter, Keyboarder und Musikproduzent
- Julian Real (* 1989), deutscher Wasserballspieler
- Julian Rechberger (* 1995), österreichischer Radsportler und Triathlet
- Julian Rehrl (* 1997), deutscher Schauspieler und Synchronsprecher
- Julian Reichelt (* 1980), deutscher Journalist
- Julian Reichstein (* 1986), österreichischer Judoka
- Julian Reim (* 1996), deutscher Schlagersänger
- Julian Reinard (* 1983), deutscher Fußballtorhüter
- Julian Reiss (* 1972), deutscher Philosoph
- Julian Reister (* 1986), deutscher Tennisspieler
- Julian Rentzsch (* 1975), deutscher Turkologe
- Julian Reus (* 1988), deutscher Leichtathlet
- Julian Rhind-Tutt (* 1968), britischer Schauspieler
- Julian Richings (* 1956), britisch-kanadischer Schauspieler
- Julian Rieckmann (* 2000), deutscher Fußballspieler
- Julian Riedel (* 1991), deutscher Fußballspieler
- Julian Riess (1891–1961), österreichischer Politiker (SDAP), Landtagsabgeordneter
- Julian Robertson (* 1969), englischer Badmintonspieler
- Julian Röder (* 1981), deutscher Fotokünstler
- Julian Romantschuk (1842–1932), ukrainischer Politiker, Bildungs- und Sozialaktivist, Pädagoge, Journalist und Schriftsteller
- Julian Roosevelt (1924–1986), US-amerikanischer Segler
- Julian Rosefeldt (* 1965), deutscher Künstler
- Julian B. Rotter (1916–2014), US-amerikanischer Psychologe
- Julian Rubinstein (* 1968), US-amerikanischer Autor und Journalist
- Julian Rufidis (* 2000), deutsch-griechischer Fußballspieler
- Julian Sidney Rumsey (1823–1886), US-amerikanischer Politiker
- Julian Rupp (* 1993), österreichischer Fußballspieler
- Julian Ryerson (* 1997), norwegischer Fußballspieler

#### S
- Julian Salamon (* 1991), österreichischer Fußballspieler
- Julian Sands (1958–2023), britischer Schauspieler
- Julian Sark (* 1987), österreichischer Schauspieler
- Julian Sartorius (* 1981), Schweizer Jazz- und Improvisationsmusiker (Schlagzeug, Perkussion, Komposition)
- Julian Sas (* 1970), niederländischer Bluesgitarrist und Sänger
- Julian von Saß-Jaworski (1862–1930), polnisch-deutscher Rittergutsbesitzer und Politiker, MdR
- Julian Savarin (* 1950), britischer Musiker, Komponist und Science-Fiction-Autor
- Julian Savea (* 1990), neuseeländischer Rugby-Union-Spieler
- Julian Savulescu (* 1963), australischer Philosoph
- Julian Schauerte (* 1988), deutscher Fußballspieler
- Julian Scherner (1895–1945), Offizier der SS
- Julian Scheunemann (* 1973), deutscher Schauspieler
- Julian Schieber (* 1989), deutscher Fußballspieler
- Julian Schiffleitner (* 1994), österreichischer Handballspieler
- Julian von Schleinitz (* 1991), deutscher Rennrodler
- Julian Larcombe Schley (1880–1965), US-amerikanischer Offizier
- Julian Schmid (* 1989), österreichischer Politiker (Grüne), Abgeordneter zum Nationalrat
- Julian Schmid (* 1999), deutscher Nordischer Kombinierer
- Julian Schmidt (Literaturhistoriker) (1818–1886), deutscher Literaturhistoriker
- Julian Schmidt (Politiker) (* 1989), deutscher Politiker (AfD)
- Julian Schmidt (Radsportler) (* 1994), deutscher BMX-Fahrer
- Julian Schmieder (* 1979), deutscher Schauspieler
- Julian Schmitz-Avila (* 1986), deutscher Kunst- und Antiquitätenhändler
- Julian Schmutz (* 1994), Schweizer Eishockeyspieler
- Julian Schnabel (* 1951), US-amerikanischer Maler und Filmregisseur
- Julian Schneider (* 1990), österreichischer Schauspieler
- Julian Schneider (* 1996), deutscher Ruderer
- Julian Schöneich (* 1987), deutscher Regisseur und Produzent von Musikvideos und Independent-Filmen
- Julian Schröter (* 1986), deutscher Literaturwissenschaftler
- Julian Schupritt (* 1999), deutscher Volleyballspieler
- Julian Schuster (* 1985), deutscher Fußballspieler
- Julian Schütt (* 1964), Schweizer Journalist, Schriftsteller und Buchautor
- Julian Schütter (* 1998), österreichischer Skirennläufer
- Julian Schutting (* 1937), österreichischer Schriftsteller
- Julian Schwanitz (* 1982), deutscher Kameramann, Dokumentarfilmer und Regisseur
- Julian Lwowitsch Schwarzbreim (1920–1996), russischer Architekt, Baubeamter
- Julian Schwarze (* 1983), deutscher Politikwissenschaftler und Politiker (Bündnis 90/Die Grünen), MdA
- Julian Schwermann (* 1999), deutscher Fußballspieler
- Julian Seymour Schwinger (1918–1994), US-amerikanischer Physiker
- Julian Semjonowitsch Semjonow (1931–1993), sowjetischer Schriftsteller und Drehbuchautor
- Julian Sengelmann (* 1982), deutscher Schauspieler, Musiker, Moderator, Sprecher und Theologe
- Julian Sensley (* 1982), US-amerikanisch-deutscher Basketballspieler
- Julian Seward, britischer Softwareentwickler
- Julian Shore (* 1987), US-amerikanischer Jazzmusiker (Piano)
- Julian Siegel (* 1966), britischer Jazzmusiker
- Julian L. Simon (1932–1998), US-amerikanischer Ökonom und Hochschullehrer
- Julian Grigorjewitsch Sitkowetski (1925–1958), russischer Violinist
- Julian Alexandrowitsch Skrjabin (1908–1919), russischer Pianist und Komponist, Sohn von Alexander Skrjabin
- Julian Slater (* 1971), britischer Tontechniker
- Julian Smith, deutsch-amerikanischer Popsänger
- Julian Richard Smith (* 1971), britischer Politiker (Conservative Party), Mitglied des House of Commons und Nordirland-Minister
- Julian Snow, Baron Burntwood (1910–1982), britischer Politiker (Labour)
- Julian Solis (* 1957), puerto-ricanischer Boxer im Bantamgewicht
- Julian Sommer (* 1998), deutscher Schlagersänger
- Julian Spatz (* 1990), deutscher Schauspieler
- Julian Spohr, deutscher American-Football-Spieler
- Julian Stanczak (1928–2017), US-amerikanischer Maler und Kunstdrucker
- Julian Stark (* 2001), deutscher Fußballspieler
- Julian Steckel (* 1982), deutscher Musiker und Hochschullehrer für Violoncello
- Julian Steward (1902–1972), US-amerikanischer Anthropologe
- Julian Alfred Steyermark (1909–1988), US-amerikanischer Botaniker
- Julian Stipp (* 1986), deutscher Politiker (SPD)
- Julian Stöckner (* 1989), deutscher Fußballspieler
- Julian Stockwin (* 1944), britischer Autor
- Julian F. M. Stoeckel (* 1987), deutscher It-Boy und TV-Darsteller
- Julian Stowasser (* 1986), deutscher Koch
- Julian Strube (* 1985), deutscher Religionswissenschaftler
- Julian Stryjkowski (1905–1996), polnischer sozialistischer Journalist und Schriftsteller
- Julian Stuer (* 1990), deutscher Pokerspieler
- Julian Symons (1912–1994), britischer Literaturkritiker, Kriminalschriftsteller und Bestsellerautor

#### T
- Julian Talbot (* 1985), kanadischer Eishockeyspieler
- Julian Teicke (* 1986), deutscher Unternehmer
- Julian Tennstedt (* 1992), deutscher Synchronsprecher
- Julian Theobald (* 1984), deutscher Rennfahrer
- Julian Thomas (* 1981), deutscher Pokerspieler
- Julian Tölle (* 1966), deutscher Dirigent und Musikwissenschaftler
- Julian Tomka (* 1997), österreichischer Fußballspieler
- Julian Track (1983–2023), deutscher Pokerspieler
- Julian Treumann (1841–1910), deutscher Chemiker
- Julian Trevelyan (1910–1988), britischer Künstler
- Julian Trevelyan (* 1998), britischer Pianist
- Julian Trostorf (* 1986), deutscher Schauspieler
- Julian Turi (* 2001), österreichischer Fußballspieler
- Julian Tuwim (1894–1953), polnisch-jüdischer Lyriker

#### U
- Julian Ulbricht (* 1999), deutscher Fußballspieler

#### V
- Julian Vargas (* 2000), bolivianischer Sprinter
- Julian Velisek (* 2000), österreichischer Fußballspieler
- Julian Venonsky (* 1993), US-amerikanischer Ruderer
- Julian Völker (* 1993), deutscher American-Football-Spieler
- Julian Vonarb (* 1972), deutscher Kommunalpolitiker
- Julian Voss-Andreae (* 1970), deutscher Bildhauer

#### W
- Julian Wadham (* 1958), britischer Film-, Fernseh- und Theaterschauspieler
- Julian Wagner (* 1998), deutscher Leichtathlet
- Julian Wagstaff (* 1970), schottischer Komponist von klassischer Musik, Musiktheater und Opern
- Julian Walder (* 2000), österreichischer Violinist
- Julian Waldner (* 1996), österreichischer Schauspieler
- Julian Waldowski (1854–1912), deutscher Porträt- und Historienmaler der Düsseldorfer Schule
- Julian Walker (* 1986), Schweizer Eishockeyspieler
- Julian Walsh (* 1996), japanisch-jamaikanischer Sprinter
- Julian Wasserfuhr (* 1987), deutscher Jazztrompeter und Flügelhornist
- Julian Wassermann, deutscher DJ und Musikproduzent
- Julian Weber (* 1994), deutscher Speerwerfer
- Julian Weber (* 1967), deutscher Manager, Wissenschaftler, Dozent und Autor im Bereich der Automobilentwicklung und Mobilität
- Julian Weigel (* 2001), deutscher Fußballspieler
- Julian Weigend (* 1971), österreichischer Schauspieler
- Julian Weigl (* 1995), deutscher Fußballspieler
- Julian Weinberger (* 1985), österreichischer Fußballschiedsrichter
- Julian Alden Weir (1852–1919), US-amerikanischer Maler des Impressionismus
- Julian Weiskopf (* 1993), österreichischer Fußballspieler
- Julian Wellings (* 1972), englischer Squashspieler
- Julian Westermann (* 1991), deutscher Fußballspieler
- Julian Hill Whittlesey (1905–1995), US-amerikanischer Architekt und Stadtplaner
- Julian Wienerroither (* 1999), österreichischer Skispringer
- Julian Wießmeier (* 1992), deutscher Fußballspieler
- Julian Wild (* 1973), britischer Bildhauer
- Julian Will (1890–1941), Lehrer und Abgeordneter der deutschen Minderheit im polnischen Sejm
- Julian Winn (* 1972), walisischer Radrennfahrer
- Julian Winterbach (* 1996), deutscher Kinderdarsteller
- Julian Wintle (1913–1980), britischer Filmproduzent
- Julian Adiputra Witt (* 1985), deutscher Drehbuchautor und Regisseur
- Julian Wittmann (1891–1951), deutscher Jurist, Kommunalpolitiker (BVP, CSU), Erster Bürgermeister, Mitglied der Verfassunggebenden Landesversammlung Bayerns, Landtagsabgeordneter (Bayern)
- Julian Wojtkowski (* 1927), römisch-katholischer Bischof
- Julian Woronowskyj (1936–2013), ukrainischer Bischof von Sambir-Drohobytsch
- Julian Würtenberger (* 1957), baden-württembergischer Verwaltungsjurist
- Julian Wutschkow (1936–2019), bulgarischer Essayist, Publizist, Theaterwissenschaftler, Literatur- und Fernsehtheoretiker, Kritiker und Historiker

#### Y
- Julian Zhi Jie Yee (* 1997), malaysischer Eiskunstläufer
- Julian Yu (* 1957), chinesischer Komponist

#### Z
- Julian Zenger (* 1997), deutscher Volleyballspieler

### Familienname
- Anna Johnson Julian (1903–1994), US-amerikanische Soziologin, Hochschullehrerin und Bürgerrechtlerin
- Cyril Julian (* 1974), französischer Basketballspieler
- Doggie Julian (1901–1967), US-amerikanischer Basketballtrainer
- Elton Julian (* 1974), US-amerikanischer Autorennfahrer und Rennstallbesitzer
- George Washington Julian (1817–1899), US-amerikanischer Politiker
- Hanna Julian (* 1972), deutsche Schriftstellerin
- Janet Julian (* 1959), amerikanische Pädagogin, Autorin, Model und Schauspielerin
- Jeff Julian (* 1935), neuseeländischer Marathonläufer
- Percy Lavon Julian (1899–1975), US-amerikanischer Chemiker
- Pete Julian (* 1971), US-amerikanischer Langstreckenläufer und Leichtathletiktrainer
- Pierre Julian (1896–1957), französischer Okzitanist und Dichterjurist
- Rodolphe Julian (1839–1907), französischer Maler und Gründer der Académie Julian in Paris
- Rupert Julian (1879–1943), US-amerikanisch-neuseeländischer Filmemacher
- William Alexander Julian (1870–1949), US-amerikanischer Bankier, Geschäftsmann und Regierungsbeamter